# Te Atairangikaahu
Te Atairangikaahu, née le 23 juillet 1931 et morte le 15 août 2006, est la reine des Maoris pendant 40 ans, le règne le plus long de l'histoire de cette monarchie. 
Son titre complet est Te Arikinui Te Atairangikaahu, Te Arikinui signifiant chef suprême. Avant son sacre, elle est connue comme la princesse Piki Mahuta et, après le mariage, la princesse Piki Paki.

## Biographie
Te Atairangikaahu naît du mariage de Korokī Mahuta (en), le roi, et Te Atairangikaahu Hērangi. Descendante du premier roi maori, Pōtatau Te Wherowhero, Te Atairangikaahu devient reine à la mort de son père en 1966.
En 1952, elle épouse Whatumoana Paki, dont le père est issu de la tribu Waikato.
En 1970 Te Atairangikaahu est le premier Maori à être nommé dame commandeur de l'ordre de l'Empire britannique, « pour ses services exceptionnels au peuple maori »,,. Le 6 février 1987 elle est la première personne à être élevée à l'ordre de la Nouvelle-Zélande. En 1986, elle est nommée officier de l'ordre de Saint-Jean.
Te Atairangikaahu, atteinte d'une maladie des reins, meurt le 15 août 2006, âgée de 75 ans, dans sa résidence officielle, Turangawaewae Marae à Ngaruawahia,.

## Règne

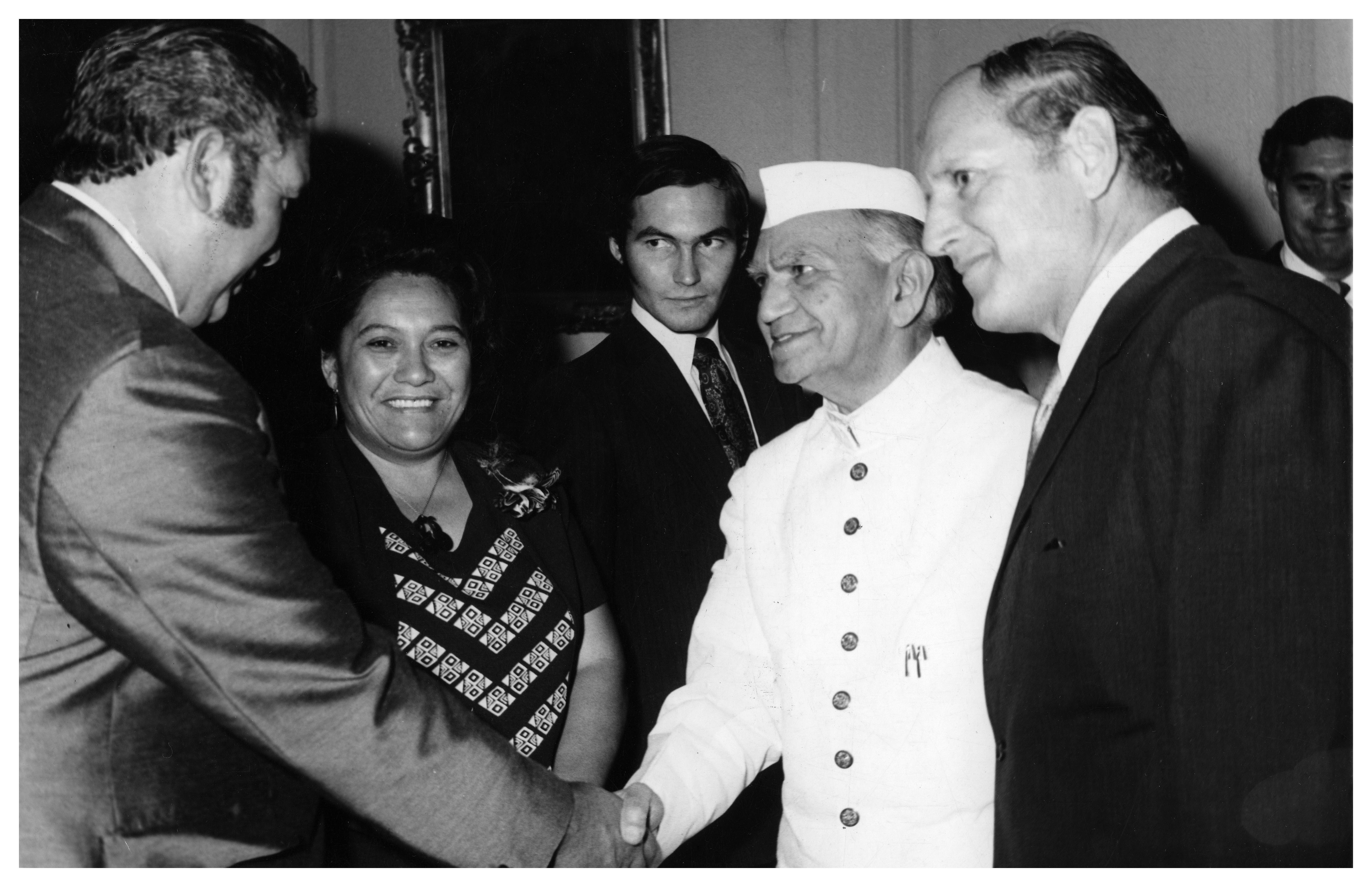
Te Ātairangikaahu à New Delhi en 1975.

Bien que la charge de monarque des Maoris n'a pas de fonction constitutionnelle, il est le responsable de la fédération des tribus Waikato devant son parlement. Te Atairangikaahu est une partisane fervente de l'organisation d'événements culturels et sportifs maoris, et joue un rôle actif dans l'organisation d'événements dans le monde entier sur la place des autochtones.
Tuheitia Paki, son fils aîné, est choisi pendant la période de deuil, comme son successeur, avec le consentement des chefs de toutes les tribus. 